# Сабатаев, Сатылган
Сатылган Сабатаев (каз. Сатылған Сабатаев; 1874—1921) — казахский общественно-политический деятель. Участник движения Алаш-Орда в Семиречье. Первый казахский агроном
, востоковед, переводчик.

## Биография
В раннем детстве остался сиротой. Окончил мужскую гимназию г. Верный (ныне г. Алма-Ата), в 1895 году — Лазаревский институт восточных языков.
Работал переводчиком в Пишпекском и Джаркентском уездных управлениях, некоторое время исполнял обязанности городского пристава Джаркента (1899—1901). По специальному распоряжению губернатора Семиречья от 20 ноября 1899 года он был назначен в канцелярию администрации округа Пишпек.
С 1906 года — в Семиреченское областном переселенческом управлении, позже в главном управлении земледелия и землеустройства Семиреченской области. С 1908 по 1915 год обучался в Московском сельскохозяйственном институте. Стал первым казахским учёным-агрономом, получившим высшее образование. После окончания сельхозинститута, работал в сельскохозяйственных учреждениях Семипалатинской области.
После революции занялся общественной деятельностью, стал активным участником движения Алаш-Орда в Семиречье. В декабре 1917 года участвовал во втором Всеказахском съезде движения, на котором был избран членом правительства Алаш-Орды. В январе 1918 года — участник 2-го съезда казахов Жетысуской области в г. Верный (ныне г. Алма-Ата). В марте 1918 года большевики арестовали алашских руководителей О. Альжанова, И. Жайнакова и С. Сабатаева. В апреле того же года он был освобождён из тюрьмы и переехал в Семипалатинск, где занимался партийными делами и земством. Вскоре стал членом областного комитета партии «Алаш». Принимал активное участие в формировании 1-го Алашского военного полка в Семипалатинске.
В ноябре 1918 года по решению Временного Сибирского правительства был назначен главным специалистом по сельскому хозяйству. После установления Советской власти работал по специальности в Каркаралы.
Трагически погиб в 1921 году при исполнении служебных обязанностей.

## Научная деятельность
В годы учёбы в Москве участвовал в собраниях любителей природоведения, антропологии и этнографии при Московском университете, выступал с научными докладами на темы «Проведение судебных дел у казахов», «Суд старейшин и сородичей среди казахов Костанайского уезда Торгайской области».
С. Сабатаев — один из первых переводчиков произведений Абая и М. Дулатова на русский язык. В сборнике «Ал-Шаркият», изданном в 1914 году в Москве в память об известном учёном-востоковеде А. Н. Веселовском, были опубликованы переведенные С. Сабатаевым стихи Абая «Жаз» («Лето») и М. Дулатова «Мун» («Печаль»).